# Успенская, Ирина Александровна
Ирина Александровна Успенская (род. 8 декабря 1961, Гжатск, Смоленская область) — советский и российский химик, доктор химических наук, профессор МГУ имени М. В. Ломоносова.

## Биография
Успенская И. А. родилась 8 декабря 1961 г. в г. Гагарине Смоленской области. Отец — Успенский Александр Александрович — потомственный военный, мать — Валентина Федоровна — учительница. По роду службы отца семья часто переезжала; в старших классах Ирина училась в средней школе № 32 в г. Легница Северной Группы Войск (ПНР), но в связи с переводом отца к новому месту службы заканчивала школу № 3 г. Гагарина (окончила с золотой медалью).
В 1979—1984 гг. училась на химическом факультете МГУ. Дипломную работу «Давление паров над сплавами тулия с палладием» делала на кафедре радиохимии под руководством доц. Ю. А. Приселкова и А. В. Цепляевой. В 1984 году с отличием окончила химический факультет и поступила в конкурсную аспирантуру на кафедру физической химии к проф. Г. Ф. Воронину. С 1986 г. работала в лаборатории химической термодинамики. В 1998 году защитила кандидатскую диссертацию «Термодинамические свойства и фазовые равновесия в системе оксид циркония — оксид иттрия», а в 2013 г. — докторскую диссертацию «Термодинамические модели солевых водно-органических систем в процессах разделения и очистки веществ». С 2015 года заведует лабораторией химической термодинамики химического факультета МГУ им. М. В. Ломоносова. Под её руководством защищено 28 дипломных работ и 8 кандидатских диссертаций.
С 2013 г. Ирина Александровна выполняет обязанности заместителя декана химического факультета МГУ по учебно-методической работе и зам. Председателя Федерального учебно-методического объединения (ФУМО) по УГСН 040000 «Химия», объединяющего всех руководителей образовательных программ по химии РФ. Успенская И. А. входит в состав СПК химического и биотехнологического комплекса, в состав секции по химической термодинамике и термохимии Научного совета по физической химии РАН, является председателем подсекции «Стандартизация и систематизация термодинамических данных и информационные системы», входит в состав бюро секции физической и коллоидной химии РХО им. Д. И. Менделеева, а также является членом MSIT (Германия).
С 2014 по н/в И. А. Успенская работает в должности профессора каф. физической химии. Читает курсы «Физическая химия» (для специализированных групп материаловедов и химиков-вычислителей химического факультета), «Химическая термодинамика и кинетика» (для студентов ФНМ МГУ), спецкурсы «Термодинамика растворов», «Расчётные методы химической термодинамики», «Экспериментальные методы химической термодинамики».
Член редколлегии журнала «Физическая химия» (с 2021 — ответственный секретарь) и журнала «Вестник Московского университета».

## Научная деятельность
Основное направление научной деятельности — прикладная химическая термодинамика, использование экспериментальных и расчетных методов для решения практических задач. В настоящее время под руководством Успенской И. А. выполняются исследования, направленные на разработку термодинамических моделей многокомпонентных систем различной природы: экстракционных водно-органических систем для выделения и разделения РЗЭ, водно-солевых систем для создания новых и оптимизации существующих технологий разделения солей и получения новых видов удобрений, сверхкритических флюидов для очистки лекарственных препаратов и т. п.
Автор и соавтор около 150 печатных научных публикаций, представленных на конференциях и опубликованных в ведущих международных и российских химических журналах.

## Награды
- 2020 — Почетный работник сферы образования Российской Федерации
- 2020 — Ломоносовская премия в области образования

## Автор книг
1. Еремин В. В., Каргов С. И., Успенская И. А., Кузьменко Н. Е., Лунин В. В. Основы физической химии: учеб. пособие: в 2 ч. Москва, Изд. МГУ, 2013.
2. Еремин В. В., Каргов С. И., Успенская И. А., Кузьменко Н. Е., Лунин В. В. Основы физической химии. Теория и задачи: Учеб пособие для вузов Москва, Изд. Экзамен, 2005.
3. Еремин В. В., Каргов С. И., Успенская И. А., Кузьменко Н. Е., Лунин В. В. Задачи по физической химии Москва, Изд. Экзамен, 2005.